# Juliane Jacobi
Juliane Jacobi (auch: Juliane Jacobi-Dittrich, * 1946) ist eine deutsche Professorin im Ruhestand für Historische Pädagogik und Historische Sozialisationsforschung mit Schwerpunkt Geschlechterforschung an der Universität Potsdam.

## Werdegang
Jacobi studierte evangelische Theologie, Pädagogik, Politik und Soziologie an der Ruhr-Universität Bochum und an der Georg-August-Universität Göttingen. Während ihres Studiums engagierte sie sich in der Studentenbewegung der 1960er Jahre.
1971 schloss sie das 1. Theologische Examen und 1973 das 1. Staatsexamen für das Lehramt an Gymnasien in den Fächern Ev. Religion, Wissenschaft von der Politik und Erziehungswissenschaft ab. Sie promovierte 1976 an der Fakultät für Pädagogik der Universität Bielefeld zur Dr. phil. und war dort ab 1986 als Professorin tätig. Von März 1992 bis März 1994 war Jacobi Teil des Vorstands der Sektion Frauen- und Geschlechterforschung in der Erziehungswissenschaft der Deutschen Gesellschaft für Erziehungswissenschaft (DGfE). 1995 wurde sie am Institut für Pädagogik der Universität Potsdam zur Universitätsprofessorin ernannt. Seit 2010 befindet sie sich im Ruhestand.
Jacobis Forschungsschwerpunkte liegen in den Bereichen Geschichte der Mädchen- und Frauenbildung, Geschichte von Kindheit und Familie, Feministische Theorie und Pädagogik, Religion und Erziehung, sowie Bildung und Erziehung in der frühen Neuzeit.
Jacobi tritt weiterhin bei Vorträgen als Expertin auf dem Gebiet der Geschichte der Frauenbildung und als Zeitzeugin für die Studentenbewegung der 1960er Jahre auf. Sie ist Mitglied des Domkapitels im Domstift Brandenburg.

## Schriften (Auswahl)
- Pietismus und Pädagogik im Konstitutionsprozeß der bürgerlichen Gesellschaft. Historisch-systematische Untersuchung der Pädagogik August Hermann Franckes, Diss. phil. Bielefeld 1976.
- „Deutsche“ Schulen im mittleren Westen der Vereinigten Staaten von Amerika (1840–1900), (= Marburger Beiträge zur Vergleichenden Erziehungswissenschaft und Bildungsforschung, Bd. 20), München 1988, ISBN 978-3-597-10552-5.
- mit Wilhelm Heitmeyer (Hrsg.): Politische Sozialisation und Individualisierung. Perspektiven und Chancen politischer Bildung. Weisheim/München 1991, ISBN 3-7799-0417-9.
- Geschichte der Mädchen- und Frauenbildung in Europa. Von 1500 bis zur Gegenwart. Frankfurt/New York 2013, ISBN 978-3-593-39955-3.
- mit Gabriele Ball (Hg.): Schule und Bildung in Frauenhand. Anna Vorwerk und ihre Vorläuferinnen. Wolfenbütteler Forschungen, Bd. 141, Wiesbaden 2015, ISBN 978-3-447-10484-5.